# Уліана
Уліа́на (кат. Oliana) - муніципалітет, розташований в Автономній області Каталонія, в Іспанії. Знаходиться у районі (кумарці) Алт Уржель провінції Лєйда, згідно з новою адміністративною реформою перебуватиме у складі Баґарії (округи) Ал Пірінеу і Аран.
Через Уліану проходить траса C-14 Ешь Таррагона - Андорра, яка зв'язує муніципалітети Понтс та Ла Сеу д'Уржель. У місті також знаходиться центральний офіс підприємства з виробництва електричних пристроїв Таурус.

## Населення
Населення міста (у 2007 р.) становить 1.938 осіб (з них менше 14 років - 11%, від 15 до 64 - 65,8%, понад 65 років - 23,2%). У 2006 р. народжуваність склала 18 осіб, смертність - 21 особа, зареєстровано 8 шлюбів. У 2001 р. активне населення становило 901 особа, з них безробітних - 47 осіб.

Серед осіб, які проживали на території міста у 2001 р., 1.626 народилися в Каталонії (з них 1.028 осіб у тому самому районі, або кумарці), 208 осіб приїхало з інших областей Іспанії, а 46 осіб приїхало з-за кордону. 

Університетську освіту має 9,3% усього населення. 

У 2001 р. нараховувалося 644 домогосподарства (з них 18,5% складалися з однієї особи, 27,5% з двох осіб,22% з 3 осіб, 22,2% з 4 осіб, 5,7% з 5 осіб, 3% з 6 осіб, 0,9% з 7 осіб, 0,2% з 8 осіб і 0% з 9 і більше осіб).

Активне населення міста у 2001 р. працювало у таких сферах діяльності : у сільському господарстві - 7,6%, у промисловості - 35,8%, на будівництві - 10,9% і у сфері обслуговування - 45,7%. 

 У муніципалітеті або у власному районі (кумарці) працює 791 особа, поза районом - 226 осіб.

### Безробіття
У 2007 р. нараховувалося 40 безробітних (у 2006 р. - 55 безробітних), з них чоловіки становили 37,5%, а жінки - 62,5%.

## Економіка

### Підприємства міста

#### Промислові підприємства
| \| Промислові підприємства міста, за сферою діяльності \| Промислові підприємства міста, за сферою діяльності \| Промислові підприємства міста, за сферою діяльності \| \| Рік \| 2002 р. \| 2001 р. \| \| --------------------------------------------------- \| --------------------------------------------------- \| --------------------------------------------------- \| \| Енергетичні та водні ресурси \| 4,2% \| 3,8% \| \| Хімія та метали \| 8,3% \| 7,7% \| \| Переробка металів \| 58,3% \| 53,8% \| \| Продукти харчування \| 4,2% \| 3,8% \| \| Текстиль \| 8,3% \| 7,7% \| \| Виробництво меблів, видання \| 16,7% \| 23,1% \| \| Інше \| 0% \| 0% \| \| Усього підприємств \| 24 \| 26 \| |         |         |
| Промислові підприємства міста, за сферою діяльності |         |         |
| Рік | 2002 р. | 2001 р. |
| Енергетичні та водні ресурси | 4,2%    | 3,8%    |
| Хімія та метали | 8,3%    | 7,7%    |
| Переробка металів | 58,3%   | 53,8%   |
| Продукти харчування | 4,2%    | 3,8%    |
| Текстиль | 8,3%    | 7,7%    |
| Виробництво меблів, видання | 16,7%   | 23,1%   |
| Інше | 0%      | 0%      |
| Усього підприємств | 24      | 26      |

#### Роздрібна торгівля
| \| Підприємства роздрібної торгівлі міста, за сферою діяльності \| Підприємства роздрібної торгівлі міста, за сферою діяльності \| Підприємства роздрібної торгівлі міста, за сферою діяльності \| \| Рік \| 2002 р. \| 2001 р. \| \| ------------------------------------------------------------ \| ------------------------------------------------------------ \| ------------------------------------------------------------ \| \| Продукти харчування \| 26,8% \| 28,6% \| \| Одяг та взуття \| 24,4% \| 23,8% \| \| Товари для дому \| 19,5% \| 19% \| \| Книги та періодичні видання \| 2,4% \| 4,8% \| \| Промислова хімічна продукція \| 12,2% \| 11,9% \| \| Продукція, пов'язана з транспортними засобами \| 0% \| 0% \| \| Інше \| 14,6% \| 11,9% \| \| Усього підприємств \| 41 \| 42 \| |         |         |
| Підприємства роздрібної торгівлі міста, за сферою діяльності |         |         |
| Рік | 2002 р. | 2001 р. |
| Продукти харчування | 26,8%   | 28,6%   |
| Одяг та взуття | 24,4%   | 23,8%   |
| Товари для дому | 19,5%   | 19%     |
| Книги та періодичні видання | 2,4%    | 4,8%    |
| Промислова хімічна продукція | 12,2%   | 11,9%   |
| Продукція, пов'язана з транспортними засобами | 0%      | 0%      |
| Інше | 14,6%   | 11,9%   |
| Усього підприємств | 41      | 42      |

#### Сфера послуг
| \| Підприємства міста, що працюють у сфері послуг, за діяльністю \| Підприємства міста, що працюють у сфері послуг, за діяльністю \| Підприємства міста, що працюють у сфері послуг, за діяльністю \| \| Рік \| 2002 р. \| 2001 р. \| \| ------------------------------------------------------------- \| ------------------------------------------------------------- \| ------------------------------------------------------------- \| \| Гуртова торгівля \| 13,4% \| 13,2% \| \| Готелі та готельний бізнес \| 28,4% \| 29,4% \| \| Транспорт та зв'язок \| 13,4% \| 13,2% \| \| Посередницькі фінансові послуги \| 7,5% \| 7,4% \| \| Послуги підприємствам \| 4,5% \| 2,9% \| \| Послуги фізичним особам \| 32,8% \| 33,8% \| \| Нерухомість та ін. \| 0% \| 0% \| \| Усього підприємств \| 67 \| 68 \| |         |         |
| Підприємства міста, що працюють у сфері послуг, за діяльністю |         |         |
| Рік | 2002 р. | 2001 р. |
| Гуртова торгівля | 13,4%   | 13,2%   |
| Готелі та готельний бізнес | 28,4%   | 29,4%   |
| Транспорт та зв'язок | 13,4%   | 13,2%   |
| Посередницькі фінансові послуги | 7,5%    | 7,4%    |
| Послуги підприємствам | 4,5%    | 2,9%    |
| Послуги фізичним особам | 32,8%   | 33,8%   |
| Нерухомість та ін. | 0%      | 0%      |
| Усього підприємств | 67      | 68      |

## Житловий фонд
У 2001 р. 2,3% усіх родин (домогосподарств) мали житло метражем до 59 м2, 22,2% - від 60 до 89 м2, 53,7% - від 90 до 119 м2 і
21,7% - понад 120 м2.

З усіх будівель у 2001 р. 42,8% було одноповерховими, 41,7% - двоповерховими, 11,1
% - триповерховими, 2,4% - чотириповерховими, 1,2% - п'ятиповерховими, 0,2% - шестиповерховими,
0,7% - семиповерховими, 0% - з вісьмома та більше поверхами.

## Автопарк
| \| Автомобілі, зареєстровані у місті, за призначенням \| Автомобілі, зареєстровані у місті, за призначенням \| Автомобілі, зареєстровані у місті, за призначенням \| \| Рік \| 2006 р. \| 2005 р. \| \| -------------------------------------------------- \| -------------------------------------------------- \| -------------------------------------------------- \| \| Приватні автомобілі \| 67% \| 67,9% \| \| Мотоцикли \| 7,6% \| 6,7% \| \| Вантажівки \| 21,4% \| 21,2% \| \| Трактори \| 0,6% \| 0,4% \| \| Автобуси та ін. \| 3,6% \| 3,7% \| \| Усього автомобілів \| 1.377 шт. \| 1.334 шт. \| |           |           |
| Автомобілі, зареєстровані у місті, за призначенням |           |           |
| Рік | 2006 р.   | 2005 р.   |
| Приватні автомобілі | 67%       | 67,9%     |
| Мотоцикли | 7,6%      | 6,7%      |
| Вантажівки | 21,4%     | 21,2%     |
| Трактори | 0,6%      | 0,4%      |
| Автобуси та ін. | 3,6%      | 3,7%      |
| Усього автомобілів | 1.377 шт. | 1.334 шт. |

## Вживання каталанської мови
У 2001 р. каталанську мову у місті розуміли 98,4% усього населення (у 1996 р. - 99,5%), вміли говорити нею 85,8% (у 1996 р. - 
94,4%), вміли читати 85% (у 1996 р. - 88,8%), вміли писати 58,4
% (у 1996 р. - 64,3%). Не розуміли каталанської мови 1,6%.

## Політичні уподобання
У виборах до Парламенту Каталонії у 2006 р. взяло участь 1.096 осіб (у 2003 р. - 1.198 осіб). Голоси за політичні сили розподілилися таким чином:
| \| Вибори до Парламенту Каталонії \| Вибори до Парламенту Каталонії \| Вибори до Парламенту Каталонії \| \| Рік \| 2006 р. \| 2003 р. \| \| -------------------------------------- \| ------------------------------ \| ------------------------------ \| \| Конвергенція та Єднання (CiU) \| 51,6% \| 52,3% \| \| Соціалістична партія Каталонії (PSC) \| 18,8% \| 17,4% \| \| Народна партія (PP) \| 6,3% \| 7,3% \| \| Ініціатива за зелену Каталонію (IC) \| 3,6% \| 2,8% \| \| Республіканська лівиця Каталонії (ERC) \| 18,2% \| 19,1% \| \| Громадянська партія (C's) \| 0,3% \| 0% \| \| Інші \| 1,2% \| 0,9% \| |         |         |
| Вибори до Парламенту Каталонії |         |         |
| Рік | 2006 р. | 2003 р. |
| Конвергенція та Єднання (CiU) | 51,6%   | 52,3%   |
| Соціалістична партія Каталонії (PSC) | 18,8%   | 17,4%   |
| Народна партія (PP) | 6,3%    | 7,3%    |
| Ініціатива за зелену Каталонію (IC) | 3,6%    | 2,8%    |
| Республіканська лівиця Каталонії (ERC) | 18,2%   | 19,1%   |
| Громадянська партія (C's) | 0,3%    | 0%      |
| Інші | 1,2%    | 0,9%    |

У муніципальних виборах у 2007 р. взяло участь 1.085 осіб (у 2003 р. - 1.301 особа). Голоси за політичні сили розподілилися таким чином:
| \| Муніципальні вибори \| Муніципальні вибори \| Муніципальні вибори \| \| Рік \| 2007 р. \| 2003 р. \| \| -------------------------------------- \| ------------------- \| ------------------- \| \| Конвергенція та Єднання (CiU) \| 46,4% \| 42% \| \| Соціалістична партія Каталонії (PSC) \| 46,6% \| 34% \| \| Народна партія (PP) \| 0% \| 13,1% \| \| Ініціатива за зелену Каталонію (IC) \| 0% \| 0% \| \| Республіканська лівиця Каталонії (ERC) \| 7% \| 10,9% \| \| Громадянська партія (C's) \| 0% \| 0% \| \| Інші \| 0% \| 0% \| |         |         |
| Муніципальні вибори |         |         |
| Рік | 2007 р. | 2003 р. |
| Конвергенція та Єднання (CiU) | 46,4%   | 42%     |
| Соціалістична партія Каталонії (PSC) | 46,6%   | 34%     |
| Народна партія (PP) | 0%      | 13,1%   |
| Ініціатива за зелену Каталонію (IC) | 0%      | 0%      |
| Республіканська лівиця Каталонії (ERC) | 7%      | 10,9%   |
| Громадянська партія (C's) | 0%      | 0%      |
| Інші | 0%      | 0%      |